# 蕭青
蕭青（1428年—？），字廷翠，廣東惠州衛軍餘人，軍籍，明朝政治人物。進士出身。

## 生平
廣東鄉試第二十四名。景泰五年（1454年）甲戌科會試第一百一十名，殿試登進士第二甲第七十名。

## 家族
曾祖蕭華淑。祖父蕭文明。父亲蕭旺。